# I̱
Cette page contient des caractères spéciaux ou non latins. S’ils s’affichent mal (▯, ?, etc.), consultez la page d’aide Unicode.
I̱ (minuscule : i̱), appelé I macron souscrit, est un graphème utilisé dans l’écriture de l’amarakaeri, du bribri, du cabécar, du chacta, du chicacha, du chinantèque de Comaltepec, du chinantèque d’Ojitlán, du chinantèque d’Ozumacín, du huli, du hyam, du karimojong, du koasati, du maijiki, du mazatèque, du nuer, du pame central, du suédois de Noarootsi, du tennet, et dans la romanisation GENUNG de l’amharique et la romanisation ELOT 743 du grec.
Il s'agit de la lettre I diacritée d'un macron souscrit.  Il n’est pas à confondre avec le I trait souscrit ‹ I̲, i̲ ›.

## Utilisation
Dans l’ELOT 743 de 1982, adopté par le GENUNG  de l’ONU en 1987, ‹ I̱, i̱ › translittère la lettre eta ‹ Η, η › pour le différencié du ‹ I, i › qui peut transittérer à la fois le iota ‹ Ι, ι › et eta,.
En koasati, le i macron souscrit ‹ i̱ › représente le ‹ i › nasalisé.
En ticuna, le i macron souscrit ‹ i̱ › est utilisé pour représenter voyelle fermée antérieure non arrondie laryngalisée [ḭ].
En karimojong, le i macron souscrit ‹ i̱ › représente une voyelle i dévoisée.

## Représentations informatiques
Le I macron souscrit peut être représenté avec les caractères Unicode suivants :
- décomposé (latin de base, diacritiques) :

| formes    | représentations | chaînes de caractères | points de code | descriptions                                          |
| --------- | --------------- | --------------------- | -------------- | ----------------------------------------------------- |
| capitale  | I̱               | I◌̱                    | U+0049 U+0331  | lettre majuscule latine i diacritique macron souscrit |
| minuscule | i̱               | i◌̱                    | U+0069 U+0331  | lettre minuscule latine i diacritique macron souscrit |